# 棘枝忍冬
棘枝忍冬（学名：Lonicera spinosa）是忍冬科忍冬属的植物。分布在克什米尔以及中国大陆的西藏等地，生长于海拔3,700米至4,600米的地区，多生长在冰碛丘陵灌丛中和石砾堆上，目前尚未由人工引种栽培。